# Alsóborgó község
Alsóborgó (románul: Josenii Bârgăului) község Beszterce-Naszód megyében, Erdélyben, Romániában. Beosztott falvai Alsóborgó (községközpont), Dornavölgyitelep, Középborgó és Oroszborgó.

## Fekvése
A megyeközpont Besztercétől 18 kilométerre található a DN 17-es út mentén Dornavátra irányában.

## Népessége
A 2002-es népszámlálás adatai alapján Alsóborgó község népessége 5080 fő volt, míg a 2011-es népszámlálás szerint 4541 fő lakott a község területén. 2011-ben a következő volt a nemzetiségi megoszlás: 4122 fő (90,77%) román, 19 fő (0,42%) magyar, 308 fő (6,78%) cigány, 2 fő (0,04%) egyéb, míg 90 fő (1,98%) ismeretlen nemzetiségű. Felekezeti szempontból a népesség összetétele a következő volt: 4100 fő (90,29%) ortodox, 299 fő (6,58%) pünkösdista, 14 fő (0,31%) református, 9 fő (0,20%) jehovista, 8 fő (0,18%) egyéb felekezetű, 14 fő (0,24%) vallás nélküli és 100 fő (2,20%) ismeretlen felekezethez tartozó.